# W-Tec
W-Tec is een Nederlandse fabrikant van zijspancrosscombinaties en quads. Eigenaar is Henny Winkelhuis, die aanvankelijk eigenaar was van de zijspanfabriek EML in Neede.